# 八雲ふみね
八雲 ふみね（やくも ふみね、1978年2月5日 - ）は、日本の女優、タレント、ディスクジョッキー（DJ）、パーソナリティ、映画コメンテーター。
所属事務所はヒップスター。血液型A型。大阪府出身。

## 経歴
スカパー!「ドラマチック!昭和歌謡伝」の司会者としてデビュー。その後、トーク系番組を中心に出演するが、BSフジ「LF+RランキングTVカウントダウンニッポン」にて映画紹介コーナーへのレギュラー出演をきっかけに映画コメンテーターとしての活動を開始。同番組のプロデューサーから《浪速のシネマアナリスト》と命名され、大阪出身ということで関西弁で映画紹介をしていた。この番組を機に《シネマアナリスト》と称しているが、他の番組等における出演時のトークでは標準語を使っている。（FM京都 α-Station「Newberry Spirit」DJやLFX「ブロードバンドニッポン」（ゲスト）の時は、関西弁と標準語をミックスしていた。）
ラジオDJとしての経験も豊富なため、司会者やゲストとして登場する時には《シネマアナリスト・DJ》と自己紹介することが多々ある。
番組やWebサイト等の企画・プロデュースを自ら手がけることも多く、スカパー！「エンタメプレス」やyakumoxTV、映画情報サイトCINEMA WAVEなど多数のプロデュース実績がある。
監督・俳優・アーティストと対談インタビューする機会が多く、人物の魅力を引き出す話術が評価され、近年、新作映画やDVDの初日舞台挨拶、完成披露試写会、来日記者会見、トークショーなどの映画イベントMCとして登場する機会が急増した。
秋元康プロデュースの映画「伝染歌」では、“ギネスに挑戦！30回連続舞台挨拶”にて司会を完遂。
ゆうばり国際ファンタスティック映画祭ではフォーラム部門を例年、鉄道映画祭では2006年以来、毎年、司会を務め、フランス映画祭2008やSKIPシティ国際Dシネマ映画祭2008、2009、2010、2011でも司会を担当している。

## エピソード
- ダンス☆マンとコンビでDJを務めていた「ダンス☆マンのand the beat goes on」ではダンス☆マンによる命名でFUNCO（ファンコ）と呼ばれていた。
- 「全国歌謡ベストテン」の番組歴代最後のパーソナリティとなった（「全国歌謡ベストテン」は、文化放送の制作による全国ネット時から、KBS京都ラジオによる制作時まで40年間続いた長寿番組）。

## 主な出演作

### テレビ
- ドラマチック昭和歌謡伝（スカイパーフェクTV、1999年5月 - 2000年3月）- 伊藤強と共に司会
- 東京ジモティ（フジテレビ、2002年1月〜5月）- レポーター
- ピックアップムービー（BSフジ、2002年12月 - 2003年1月）- ナビゲーター
- LF+RランキングTVカウントダウンニッポン（BSフジ、2002年10月 - 2003年3月）- 映画コメンテーター
- ファンタメTV（TOKYO MXテレビ・テレビ愛知、2004年1月 - 2005年3月）- インタビュアー
- エンタメプレス（スカイパーフェクTV、2004年4月 - 2005年3月）- ナビゲーター
- Choi Cine倶楽部（スカパー!　パーフェクト・チョイス 2006年7月14日 - 27日）- 映画コメンテーターとしてゲスト
- スカパー×TIFF 映画へのLoveLetter（スカイパーフェクTV、2006年12月 - 2007年3月）- 司会
- 映画専門チャンネル ザ・シネマ年末特番『2008新作映画予告編60分たっぷり見せます』（映画専門チャンネル ザ・シネマ、2007年12月）- 司会
- 祭りTV 〜ハリソン・フォード祭り〜（スカイパーフェクTV、2008年6月）- ゲスト
- リビング 一番本舗“「コルテオ シルク・ドゥ・ソレイユ」東京公演”レポート（東海テレビ、2009年4月9日・5月6日・26日）- レポーター
- 気分はお得なアメリカン“ニューヨークで楽しむ東京スタイル”（BS-TBS、2010年10月9日）- ナビゲーター
- お願い！ランキング（テレビ朝日、2011年5月20日）- ゲスト
- 俺たちのイーストウッド！マニアックに語る（映画専門チャンネル ムービープラス、2011年6月 - 7月）- MC
- 小堺一機と選ぶ！ムービープラス・アワード2012『映画のプロが選ぶ ナイス宣伝部門』（映画専門チャンネル ムービープラス、2012年12月8日 - ）- 司会
- 牙狼〈GARO〉-魔戒ノ花- 新たなる伝説スペシャル (テレビ東京、2014年4月4日)
- 牙狼〈GARO〉-GOLDSTORM- 翔 特別編 巻き起こせ!金色の嵐スペシャル (テレビ東京、2015年4月4日) - インタビュア
- 牙狼〈GARO〉金狼感謝祭2016生放送 (2016年11月23日、ファミリー劇場HD) - 司会
- 牙狼〈GARO〉金狼感謝祭2017生放送 (2017年11月23日、ファミリー劇場HD) - MC

### ラジオ
- ダンス☆マンのand the beat goes on(ラジオ日本、中部日本放送ほか13局ネット、2000年10月〜2001年3月)DANCE☆MANと共にDJ
- 全国歌謡ベストテン（KBS京都ラジオ、2002年4月-12月）山本雄二と共にパーソナリティ
- Newberry Spirit（FM京都α-Station、2004年4月-2006年3月、木曜深夜25:00-26:00）DJ
- BRAVO! BRAVO!（J-WAVE 金曜22:00-23:45、CROSS-FMおよびZIP-FM 土曜19:00-20:00、2008年11月-2009年3月）落合隼亮と共にナビゲーター
- FM CINEMA（TOKYO FM 土曜24:00-24:55、2009年4月-2010年3月）パーソナリティ
  - TOKYO FMをキーステーションに全6局ネット：FM OSAKA・FM AICHI・FM FUKUOKA・Date fm・K-MIX
- ホリデースペシャル「『パイレーツ・オブ・カリビアン〜生命の泉〜』がもっと楽しくなる4つのポイント」（ニッポン放送 2011年5月5日12:00-13:00）パーソナリティ
- コロッケのNEVER GIVE UP！（FM OSAKA 火曜20:00-20:30、2013年7月-）アシスタントパーソナリティ
- ブルーオーシャン ニライカナイ（エフエム沖縄 土曜8:30-8:55、2014年4月-10月）DJ
- テリー伊藤のフライデースクープ そこまで言うか!（ニッポン放送 2014年4月18日12:00-13:00）ゲスト

### ナレーション
- 気分はお得なアメリカン“ニューヨークで楽しむ東京スタイル”（BS-TBS、2010年10月9日）
- 気分はお得なアメリカン“リオ・デ・ジャネイロ篇”（BS-TBS、2010年5月15日）
- Welcome to ISAS〜飽くなきチャレンジング・スピリッツを!〜（スカイパーフェクTV サイエンスチャンネル）

### 映画
- 世にも奇妙な刑事
- テケテケ（2009年3月21日公開、アートポート）-レポーター役

### ドラマ
- なぞの転校生（テレビ東京『ドラマ24』版）モノリス / DRS役

### 舞台
- ルーズベルトの刺客（2008年10月）

### 書籍
- 表現者　我　語る　魂こがして（カンゼン刊、2011年12月7日）インタビュー・構成・執筆[5]